# Fanga
Fanga ou fanega, em Portugal,  designa uma antiga unidade de medida de  volume ou capacidade  ou equivalente a quatro alqueires.  Por extensão, designava também a porção de terra arável que levava quatro alqueires de semente.
Na Espanha, é também uma unidade  da metrologia tradicional  anterior ao estabelecimento do sistema métrico decimal. Assim como em Portugal,  é tanto unidade de volume ou capacidade, como unidade de superfície. Era usada para medir a quantidade de produtos agrícolas (especialmente cereais) e de terras agrícolas. Subdivide-se em dois quartos, quatro quartilhas ou doze celemins.
Fanega também existe em náuatle como uma palavra emprestada do espanhol, com os mesmos significados de volume e de superficie.